# Америчка Самоа на Светском првенству у атлетици на отвореном 2009.
Америчка Самоа је на Светском првенству у атлетици на отвореном 2009. одржаном у Берлину од 15. до 23. августа учествовала девети пут, односно није учествовала 1983. и 1997. Репрезентацију Америчке Самое представљало је двоје такмичара (1 мушкарац и 1 жена) у трци на 100 метара.
На овом првенству Америчка Самоа није освојио ниједну медаљу али је оборен један лични рекорд.

## Учесници
| Мушкарци: - Арон Викторијан — 100 м | Жене: - Савана Санитоа — 100 м |  |

## Резултати

### Мушкарци
| Атлетичар       | Дисциплина | Лични рекорд | Квалификације | Квалификације | Група                | Група                | Полуфинале           | Полуфинале           | Финале               | Финале       | Детаљи |
| Атлетичар       | Дисциплина | Лични рекорд | Резултат      | Место         | Резултат             | Место                | Резултат             | Место                | Резултат             | Место        | Детаљи |
| --------------- | ---------- | ------------ | ------------- | ------------- | -------------------- | -------------------- | -------------------- | -------------------- | -------------------- | ------------ | ------ |
| Арон Викторијан | 100 м      |              | 11,37 ЛР      | 6. у гр 11    | Није се квалификовао | Није се квалификовао | Није се квалификовао | Није се квалификовао | Није се квалификовао | 80 / 90 (92) |        |

### Жене
| Атлетичарка    | Дисциплина | Лични рекорд | Квалификације | Квалификације | Група                 | Група                 | Полуфинале            | Полуфинале            | Финале                | Финале       | Детаљи |
| Атлетичарка    | Дисциплина | Лични рекорд | Резултат      | Место         | Резултат              | Место                 | Резултат              | Место                 | Резултат              | Место        | Детаљи |
| -------------- | ---------- | ------------ | ------------- | ------------- | --------------------- | --------------------- | --------------------- | --------------------- | --------------------- | ------------ | ------ |
| Савана Санитоа | 100 м      | 14,07        | 14,23         | 6. у гр 8     | Није се квалификовала | Није се квалификовала | Није се квалификовала | Није се квалификовала | Није се квалификовала | 59 / 61 (63) |        |